# Овсянникова, Екатерина Демидовна
Екатерина Демидовна Овсянникова (1920, колония Розенфельд — неизвестно, село Свободное, Тельмановский район, Украинская ССР) — бригадир комплексной бригады колхоза «Заря» Тельмановского района Сталинской области, Украинская ССР. Герой Социалистического Труда (1958).

## Биография
Родилась в 1920 году в крестьянской семье в немецкой колонии Розенфельд (с 1945 года — Свободное). После освобождения Донбасса от немецкой оккупации осенью 1943 года трудилась в полеводческой бригаде в одном из колхозов родного села (после укрупнения в 1952 году — колхоз имени Тельмана, с 1957 года — «Заря») Тельмановского района. С начала 1950-х годов — звеньевая в этом же колхозе. За выдающиеся трудовые достижения по итогам работы в 1952 году награждена Орденом Ленина. В последующем возглавляла полеводческую бригаду.
Бригада под её руководством ежегодно получала высокие урожая зерновых. Указом Президиума Верховного Совета СССР от 26 февраля 1958 года удостоена звания Героя Социалистического Труда за «особые заслуги в развитии сельского хозяйства и достижение высоких показателей по производству зерна, сахарной свёклы, мяса, молока и других продуктов сельского хозяйства и внедрение в производство достижений науки и передового опыта» с вручением ордена Ленина и золотой медали «Серп и Молот» (№ 8101).
После выхода на пенсию проживала в родном селе Свободное Тельмановского района. С 1970 года — персональный пенсионер союзного значения. Дата смерти не установлена.

## Награды
- Герой Социалистического Труда
- Орден Ленина — дважды (1953; 1958)